# ハラルド・モルトケ氷河
ハラルド・モルトケ氷河（ハラルド・モルトケひょうが、英: Harald Moltke Glacier）は、グリーンランドの北西に位置する氷河である。チューレ空軍基地の北に位置する。クヌート・ラスムッセン氷河、サリスベリー氷河、チャンパーリン氷河と並び、世界で最も多量の氷を生み出す氷河と呼ばれている。
ハラルド・モルトケ氷河は、5キロメートルの長さがあり、1500メートルの幅がある。
デンマーク出身の探検家、ハラルド・モルトケに因み名付けられた。